# German Garrigues Hernández
German Garrigues Hernández znany też jako German z Carcagente (hiszp.) Germán (Jorge María) Garrigues Hernández (ur. 12 lutego 1895 w Carcagente na terenie wspólnoty walenckiej, zm. 9 sierpnia 1936 w Carcagente) – hiszpański błogosławiony Kościoła katolickiego, męczennik, prezbiter, kapucyn, ofiara prześladowań antykatolickich okresu hiszpańskiej wojny domowej.

## Życiorys
Pochodził z wielodzietnej rodziny Juana Bautisty Garriguesa i Any Marii Hernandez. Ochrzczony został w dniu urodzin otrzymując imiona Jorge María. Wśród ośmiorga rodzeństwa był jednym z trzech przyszłych kapucynów. Pierwsze nauki pobierał w niższym seminarium kapucynów w Monforte del Cid, a do zakonu wstąpił 13 sierpnia 1911 r. Przyjął imię zakonne German. Śluby czasowe 15 sierpnia 1912 r., a profesję wieczystą 18 grudnia 1917 r. Sakrament święceń kapłańskich otrzymał z rąk biskupa Ramóna Plaza y Blanco 9 lutego 1919 r. w Orihuela. Skierowany został do pracy dydaktyczne i pełnił obowiązki zastępcy mistrza nowicjatu. Powołanie realizował jako duszpasterz chorych i katecheta. Apostoł ubogich, wśród współwyznawców miał opinię osoby cierpliwej, pogodnej, pokornej, rozważnej i skromnej. Gdy po wybuchu wojny domowej rozpoczęły się prześladowania katolików i napaści na klasztory, przebywał w Walencji. Ukrył się u rodziny. W obliczu zagrożenia, przeczuwając śmierć powiedział:

Jeżeli Bóg chce, bym został męczennikiem - udzieli mi także mocy do przyjęcia męczeństwa.

Aresztowany został 9 sierpnia i przewieziony do centrum partii komunistycznej. Rozstrzelano go w nocy z 9 na 10 sierpnia w Carcagente. Przed egzekucją wybaczył swoim oprawcom.
Pochowany został na miejscowym cmentarzu, a po ekshumacji, która odbyła się 15 grudnia 1940 r. przeniesiono na nowy cmentarz. Po translacji relikwie spoczywają w kaplicy Męczenników kapucyńskich klasztoru św. Magdaleny w Massamagrell.
Proces informacyjny odbył się w Walencji w latach 1957–1959. Beatyfikowany w pierwszej grupie wyniesionych na ołtarze męczenników z zakonu kapucynów zamordowanych podczas prześladowań religijnych 1936–1939, razem z Józefem Aparicio Sanzem i 232 towarzyszami, pierwszymi wyniesionymi na ołtarze Kościoła katolickiego w trzecim tysiącleciu przez papieża Jana Pawła II w Watykanie 11 marca 2001 roku.
Wspomnienie liturgiczne obchodzone jest przez katolików w dzienną rocznicę śmierci (9 sierpnia), a także w grupie męczenników 22 września.
Miejscem kultu Germana z Carcagente jest archidiecezja walencka.